# Златко Топчић
Златко Топчић (Сарајево, ФНРЈ, 30. април 1955) је босанскохерцеговачки писац и филмски сценарист.
Дипломирао је на Правном факултету у Сарајеву. Био је директор и уметнички руководилац Камерног театра 55. Члан је Друштва писаца БиХ.

### Збирке прича
- Животно питање, 1981.
- Фантастичне приче, 1989.
- Птица из другог јата, 1995.
- Богумисле легенде, 1997.
- Изабране приче, 2000.

### Романи
- Човјек ниоткуд, 1986.
- Кулин, 1994.
- Кошмар, 1997, 1998, 2000. и 2004.
- Гола кожа, 2004.

### Књиге драма
- Колапс, 1988.
- Драме, 1995.
- , 1999.
- , 2001.

## Награде
Топчић је добитник бројних награда:
- Годишња награда Друштва писаца БиХ за роман Кошмар, 1997.
- Награда Удружења филмских радника БиХ за сценарио Remake, 1999.
- Награда Министарства културе и спорта за драму Time Out, 2000.
- Награда часописа ТМАЧААРТ за најбољу драму, за драме Главом кроз зид и Сретна Нова 1994, 2004.
- Награда за најбољи драмски текст на Фестивалу бх. позоришта за драму Главом кроз зид, 2004.